# عبس (حجة)

تعديل مصدري - تعديل

عبس هي مدينة ومركز مديرية عبس بمحافظة حجة اليمنية، بلغ تعداد سكانها 15771 نسمة حسب الإحصاء الذي أجري عام 2004.